# Willem Frederik Karel Gouwe
Willem Frederik Karel (Frits) Gouwe (Middelburg, 8 augustus 1898 – Hardenberg 25 september 1962) was huisarts en amateurarcheoloog. Hij studeerde voor arts in Utrecht en studeerde af in Groningen op 15 juni 1922. Hij begon zijn praktijk in 1923 in Woerden en ging in 1925 naar Ruinen en een jaar later naar Veere.
In 1927 vertrok hij als gouvernementsarts naar Nederlands-Indië voor een termijn van vier jaar. Na terugkomst solliciteerde hij naar de vacante functie van dokter Cysouw te Lutten. Drs. W.F.K. Gouwe werd bij raadsbesluit van 17 april 1931 benoemd tot gemeentegeneesheer van de gemeente Ambt Hardenberg en vestigde zich als huisarts voor het noordelijk gedeelte van deze gemeente. Hij betrok de ambtswoning villa Eikenoord te Lutten.

## Medische activiteiten
Gouwe heeft zich vooral ingespannen voor de bestrijding van tuberculose, omdat in Lutten en omgeving velen aan TBC leden en dientengevolge veel sterfgevallen voorkwamen. Hij was een groot voorstander van hygiëne, frisse lucht en goed en gezond voedsel. Gouwe was ook tegen het gebruik van proefdieren en actief lid van de anti-vivisectie beweging. Kunstmest was in zijn ogen vergif voor het land en hij pleitte dan ook voor natuurlijke bemesting. Samen met Bierman startte hij een groot veevoeder-mineralenonderzoek. Hij experimenteerde ook met het kweken van kruiden voor medische toepassing. Hij stelde met deze kruiden eigen geneesmiddelen samen. Zo ontwikkelde hij een astmadrank waarvoor uit het hele land belangstelling was. Gouwe hield op verschillende plaatsen lezingen om zijn zienswijze bekend te maken. Van zijn hand zijn talloze geschriften en artikelen over zijn studies omtrent paranormale en alternatieve geneeswijzen.Toen de tuberculose nagenoeg was uitgebannen, ging hij zich specialiseren in de kankerbestrijding. Gouwe was als fervent natuurmens een aanhanger van paranormale geneeswijzen zoals het werk van magnetiseurs en alternatieve kankerbestrijdingsmethoden. Samen met dokter Cornelis Moerman heeft hij proeven genomen met duivenvoer, teneinde te onderzoeken welke stoffen in voedingsmiddelen kanker zouden kunnen voorkomen of genezen. Hij behandelde bepaalde patiënten ook door middel van kortegolfbestraling volgens de methode van dr. Jules Samuels.

## Liefhebberijen
Naast zijn werkzaamheden als arts was hij ook een groot natuurliefhebber en amateurarcheoloog. Samen met de heren Jongsma, Bakker en van Laar richtte hij in 1948 in Hardenberg een oudheidkamer op. De bodemvondsten die hij samen met onder andere de dorpsdichter H. van Laar overal in de omgeving opdiepte bracht hij onder in deze oudheidkamer (thans "Historiekamer"). Bovendien was dokter Gouwe in de vijftiger jaren consul van de ANWB.
In deze functie bereidde hij wandelroutes voor, die hij eerst zelf liep en bij de boeren toestemming vroeg om de route over hun land te mogen laten lopen.

## Tweede Wereldoorlog
Als officier van gezondheid werd hij in 1939 gemobiliseerd en gelegerd in Oud-Leusden. Op 9 mei 1940 opnieuw opgeroepen met standplaats Soesterberg.. Op 13 mei 1940 ging hij van Soesterberg naar Montfoort en op 14 mei vandaar naar Rotterdam om slachtoffers van het bombardement medische bijstand te verlenen.
Hij kwam midden mei 1940 weer thuis. 
Gouwe was passief bij het verzet betrokken. Hij gaf velen een z.g. tbc-verklaring om tewerkstelling in Duitsland te voorkomen. Een door Gouwe uitgevonden serum om het immuunsysteem te versterken vond in wijde omgeving toepassing. Hierbij werd de huid op de bovenarm opengekrabd en met het serum ingewreven.
Als arts was hij actief om aan onderduikers, vluchtelingen en piloten medische hulp te verlenen. Verdacht van hulp aan neergeschoten geallieerde vliegers werd hij opgepakt en ondervraagd, maar weigerde vanwege zijn ambtseed informatie aan de Duitsers te verstrekken. Wegens gebrek aan bewijs werd Gouwe eerst vrijgelaten, maar hij werd op 13 januari 1944 van zijn bed gelicht en gevangengezet in St. Michielsgestel. Uiteindelijk kwam hij via kamp "Waterloo" Amersfoort, vanwaar hij op 16 september 1944 werd afgevoerd naar Duitsland, terecht in Mühlberg. Op 2 oktober werd Gouwe naar kamp Neubrandenburg overgeplaatst. 
Op 23 september 1944 werd zijn zoon Hans Erik Gouwe door Nederlandse SD'ers, onder wie Karel Lodewijk Diepgrond, wegens vermeende verzetsactiviteiten vermoord. Herhaalde verzoeken van Gouwe via de Zweedse zaakgelastigde aan de Duitse autoriteiten om in verband hiermee te worden vrijgelaten werden niet gehonoreerd. Uiteindelijk werd hij door de Russen bevrijd en kwam op 5 juni 1945 weer thuis.

## Terug in Lutten
Na de Tweede Wereldoorlog vatte Frits Gouwe, sterk vermagerd door alle ellende en ontberingen, vrij spoedig zijn praktijk in Lutten weer op en behandelde naast zijn reguliere patiënten ook veel kankerpatiënten. Hij stierf na een hersenbloeding in het Röpcke Zweers Ziekenhuis te Hardenberg op 25 september 1962.